# هايلين كوهين
هايلين كوهين (بالإنجليزية: Haylynn Cohen)‏ (من مواليد 9 أكتوبر 1980) عارضة أزياء أمريكية، ظهرت على غلاف فوغ باريس وفي معرض فيكتوريا سيكريت للأزياء عام 2000. عملت للعديد من شركات الأزياء البارزة بين عامي 1999 و 2001. 

## روابط خارجية
- هايلين كوهين على موقع دليل عارضات الأزياء (الإنجليزية)

- See Haylynn Cohen at: Fashion Model Directory, supermodels.nl